# Liste der Baudenkmale in Falkenhagen (Mark)
In der Liste der Baudenkmale in Falkenhagen (Mark) sind alle Baudenkmale der brandenburgischen Gemeinde Falkenhagen (Mark) und ihrer Ortsteile aufgelistet. Grundlage ist die Veröffentlichung der Landesdenkmalliste mit dem Stand vom 31. Dezember 2021.

## Legende
In den Spalten befinden sich folgende Informationen:
- ID-Nr.: Die Nummer wird vom Brandenburgischen Landesamt für Denkmalpflege vergeben. Ein Link hinter der Nummer führt zum Eintrag über das Denkmal in der Denkmaldatenbank. In dieser Spalte kann sich zusätzlich das Wort Wikidata befinden, der entsprechende Link führt zu Angaben zu diesem Denkmal bei Wikidata.
- Lage: die Adresse des Denkmales und die geographischen Koordinaten. Link zu einem Kartenansichtstool, um Koordinaten zu setzen. In der Kartenansicht sind Denkmale ohne Koordinaten mit einem roten beziehungsweise orangen Marker dargestellt und können in der Karte gesetzt werden. Denkmale ohne Bild sind mit einem blauen bzw. roten Marker gekennzeichnet, Denkmale mit Bild mit einem grünen beziehungsweise orangen Marker.
- Bezeichnung: Bezeichnung in den offiziellen Listen des Brandenburgischen Landesamtes für Denkmalpflege. Ein Link hinter der Bezeichnung führt zum Wikipedia-Artikel über das Denkmal.
- Beschreibung: die Beschreibung des Denkmales
- Bild: ein Bild des Denkmales und gegebenenfalls einen Link zu weiteren Fotos des Baudenkmals im Medienarchiv Wikimedia Commons

## Baudenkmale in den Ortsteilen

### Falkenhagen (Mark)
| ID-Nr.   | Lage                         | Bezeichnung | Beschreibung | Bild           |
| -------- | ---------------------------- | --- | --- | -------------- |
| 09180432 | Schulstraße (Lage)           | Dorfkirche | Die evangelische Kirche wurde in der ersten Hälfte des 14. Jahrhunderts erbaut. Ursprünglich war es eine dreischiffige Basilika. Im Jahre 1801 wurden unter anderen die Seitenschiffe abgebrochen. Im Inneren befindet sich eine Taufe aus der ersten Hälfte des 17. Jahrhunderts. | weitere Bilder |
| 09180164 | Bahnhofstraße (Lage)         | Gutsanlage, bestehend aus Gutsverwalterhaus mit Einfriedung, Gutshof mit Brennerei, zwei Speichern, Stallgebäude und Hofpflasterung | | weitere Bilder |
| 09180433 | Ernst-Thälmann-Straße (Lage) | Schweizerhaus | | Schweizerhaus  |

### Georgenthal
| ID-Nr.   | Lage | Bezeichnung                     | Beschreibung                                                                    | Bild                            |
| -------- | ---- | ------------------------------- | ------------------------------------------------------------------------------- | ------------------------------- |
| 09180163 | ()   | Meilenstein bei km 20,1 der B 5 | Preußischer Rundsockelstein an der B 5 mit der Inschrift „IX MEILEN BIS BERLIN“ | Meilenstein bei km 20,1 der B 5 |